# Roger Lafagette
Roger Lafagette, de son nom complet Jean Marie Roger d'Espaignol-Lafagette, né le 8 juillet 1883 à Paris et décédé le 7 décembre 1959 à Foix (Ariège), est un homme politique français.

## Biographie
Fils du poète Raoul (d'Espaignol) Lafagette (1842-1913), il est avocat à Foix et conseiller général du canton des Cabannes. Combattant pendant la Première Guerre mondiale, il reçoit la Croix de guerre. Il est fait chevalier de la Légion d'honneur en 1934.
Il est député de l'Ariège de 1919 à 1928, siégeant sur les bancs radicaux, et président du Conseil général en 1927-1928. Il ne se représente pas en 1928 et devient conseiller à la cour d'appel de Toulouse.